# Les Glénans
Les Glénans, nome porque é conhecido o Centro náutico Les Glénans, é uma escola de vela criada em 1947 por dois  resistentes franceses no Arquipélago das Glénan na Bretanhao do Sul. Hoje é a maior escola de vela da Europa com mais de 10 000 estagiários e 860 monitor. Desde a sua criação já formou mais de 450 000 velejadores 
Escola para todos os tipos de navegação à vela - prancha à vela, vela ligeira ou de cruzeiro - a Les Glénans prepara mais de 70% dos seus estagiários à  vela de cruzeiro tanto costeira como no alto mar

## Centros
A sede encontra-se em Paris mas tem cinco escolas na France :
- Arquipélago das Glénan  desde 1946 ;
- Ilha de Arz desde 1969 ;
- Paimpol  desde 1965 ;
- Bonifacio  desde 1968 ;
- Marseillan desde 1970.